# كريستي كارلسون رومانو
كريستي كارلسون رومانو (بالإنجليزية: Christy Carlson Romano)‏ (ولدت في 20 مارس 1984) ممثلة ومغنية أمريكية.

## نشأتها
ولدت كريستي رومانو في ميلفورد، كونيتيكت، وهي الأصغر من بين أربعة أطفال لأنتوني وشارون (كارلسون) رومانو. حيث نشأت كريستي رومانو تنشئة اجتماعية كاثوليكية. بدأت حياتها المهنية في السادسة من عمرها عندما شاركت في العديد من الجولات الوطنية لعروض برودواي ، بما في ذلك آني وويل روجرز فوليز مع كيث كارادين وصوت الموسيقى مع ماري أوزموند. ظهرت لأول مرة في فيلمها الطويل عام 1996 كأغنية "Chiquita Banana" في فيلم وودي آلن الجميع يقول أحبك. ظهرت أيضًا في هنري فول (1997) و البحث عن صدى (2000).

## روابط خارجية
- كريستي كارلسون رومانو على موقع IMDb (الإنجليزية)
- كريستي كارلسون رومانو على موقع ألو سيني (الفرنسية)
- كريستي كارلسون رومانو على موقع ميوزك برينز (الإنجليزية)
- كريستي كارلسون رومانو على موقع تيرنر كلاسيك موفيز (الإنجليزية)
- كريستي كارلسون رومانو على موقع أول موفي (الإنجليزية)
- كريستي كارلسون رومانو على موقع قاعدة بيانات برودواي على الإنترنت (الإنجليزية)
- كريستي كارلسون رومانو على موقع إن إن دي بي (الإنجليزية)
- كريستي كارلسون رومانو على موقع ديسكوغز (الإنجليزية)
- كريستي كارلسون رومانو على موقع قاعدة بيانات الفيلم (الإنجليزية)
- كريستي كارلسون رومانو على موقع كينوبويسك (الروسية)
- كريستي كارلسون رومانو at تي في تروبس  [لغات أخرى]‏